# Alexander Iwanowitsch Radunski
Alexander Iwanowitsch Radunski (russisch Александр Иванович Радунский; * 21.jul. / 3. August 1912greg. in Moskau; † 27. August 1982 ebenda) war ein sowjetischer Balletttänzer und -meister.

## Leben und Leistungen
Radunski war der Sohn des Zirkuskünstlers Iwan Semjonowitsch Radunski (1872–1955), der als Clown Bim bekannt war.
1930 absolvierte er unter Anleitung von Nikolai Iwanowitsch Tarasow die Moskauer Fachhochschule für Choreographie und schloss sich danach dem Bolschoi-Ballett an. Der dunkelhaarige Mime wirkte hier bis 1962 und trat in vielen namhaften Stücken auf. Zu seinem vielschichtigen Schaffen gehörten u. a. der Mäusekönig in Der Nussknacker, Vater Capulet in Romeo und Julia, die Titelfigur in Coppélia, Peter I. in Der eherne Reiter, der Kapitän in Der rote Mohn und Crassus in Spartakus. Sein Tanz beeinflusste viele Choreografen und nachdem er bereits seit 1937 pädagogische Aufgaben übernommen hatte, begann Radunski ab 1949, selbst Stücke auf die Bühne zu bringen. Der gebürtige Moskauer setzte oftmals auf eine Kombination von klassischem Tanz, Folklore und Pantomime.
Ab 1964 war Radunski für fünf Jahre beim Alexandrow-Ensemble als stellvertretender Leiter für Choreografie beschäftigt. Außerdem lehrte er Regie und Schauspiel am Staatlichen Kulturinstitut in Moskau und nahm 1978 eine Stelle als Choreograf an seiner ehemaligen Schule an.
Auf der Kinoleinwand war Radunski erstmals 1951 in dem Musikfilm Большой концерт (Bolschoi konzert) zu sehen. Seine weiteren Engagements beschränkten sich fast ausschließlich auf Ballettfilme und -aufzeichnungen, darunter auch eine Adaption von Конёк-Горбунок, in der er den Zaren darstellte und außerdem für Regie, Produktion und Drehbuch verantwortlich zeichnete. Der einzige klassische Kinofilm unter seiner Beteiligung war Die Nacht vor Weihnachten (1962) von Alexander Rou. In dessen Ballettfilm Хрустальный башмачок (Chrustalny baschmatschok) hatte Radunski bereits zwei Jahre zuvor den Zeremonienmeister gegeben. Von ihm choreografierte Stücke waren auch in Paul Czinners Dokumentation Bolschoi-Ballett (1957) zu sehen. Darüber hinaus gab er Konzerte und trat im Zirkus auf.
Radunski, der seit dem 31. Oktober 1958 den Titel Verdienter Kunstschaffender der RSFSR trug, starb wenige Wochen nach seinem 70. Geburtstag und wurde auf dem Donskoi-Friedhof beigesetzt.

## Balletttänzer (Auswahl)
- 1932: Salambo
- 1933: Die Flamme von Paris (Plamja Parischa)
- 1934: Giselle
- 1935: Die drei Dickwänste (Tri tolstjaka)
- 1936: Dornröschen (Spjaschtschaja krasawiza)
- 1939: Der Springbrunnen von Bachtschissarai (Bachtschisaraiski fontan)
- 1939: Der Nussknacker (Schtschelkuntschik)
- 1941: Taras Bulba
- 1942: Das purpurrote Segel (Alyje parusa)
- 1943: Don Quixote
- 1943: La Fille mal gardée
- 1946: Romeo und Julia
- 1948: Das bucklige Pferdchen (Konjok-gorbunok)
- 1949: Coppélia
- 1949: Mirandolina
- 1949: Der eherne Reiter (Medny wsadnik)
- 1949: Der rote Mohn (Krasny mak)
- 1958: Spartakus

## Filmografie
- 1951: Большой концерт (Bolschoi konzert) (Musikfilm)
- 1955: Romeo und Julia (Romeo i Dschuljetta) (Ballettaufzeichnung)
- 1957: Bolschoi-Ballett (The Bolshoi Ballet) (Dokumentarfilm) – Choreografie
- 1957: Лебединое озеро (Lebedinoje osero) (Ballettaufzeichnung) – Drehbuch
- 1959: Граф Нулин (Graf Nulin) (Ballettaufzeichnung)
- 1960: Хрустальный башмачок (Chrustalny baschmatschok) (Ballettfilm)
- 1961: СССР с открытым сердцем (SSSR s otkrytym serdzem) (Dokumentarfilm)
- 1962: Die Nacht vor Weihnachten (Wetschera na chutore blus Dukanki)
- 1962: Сказка о Коньке-Горбунке (Skaska o Konke-Gorbunke) (Ballettfilm) – auch Regie, Drehbuch und Produktion